# 熊本機場

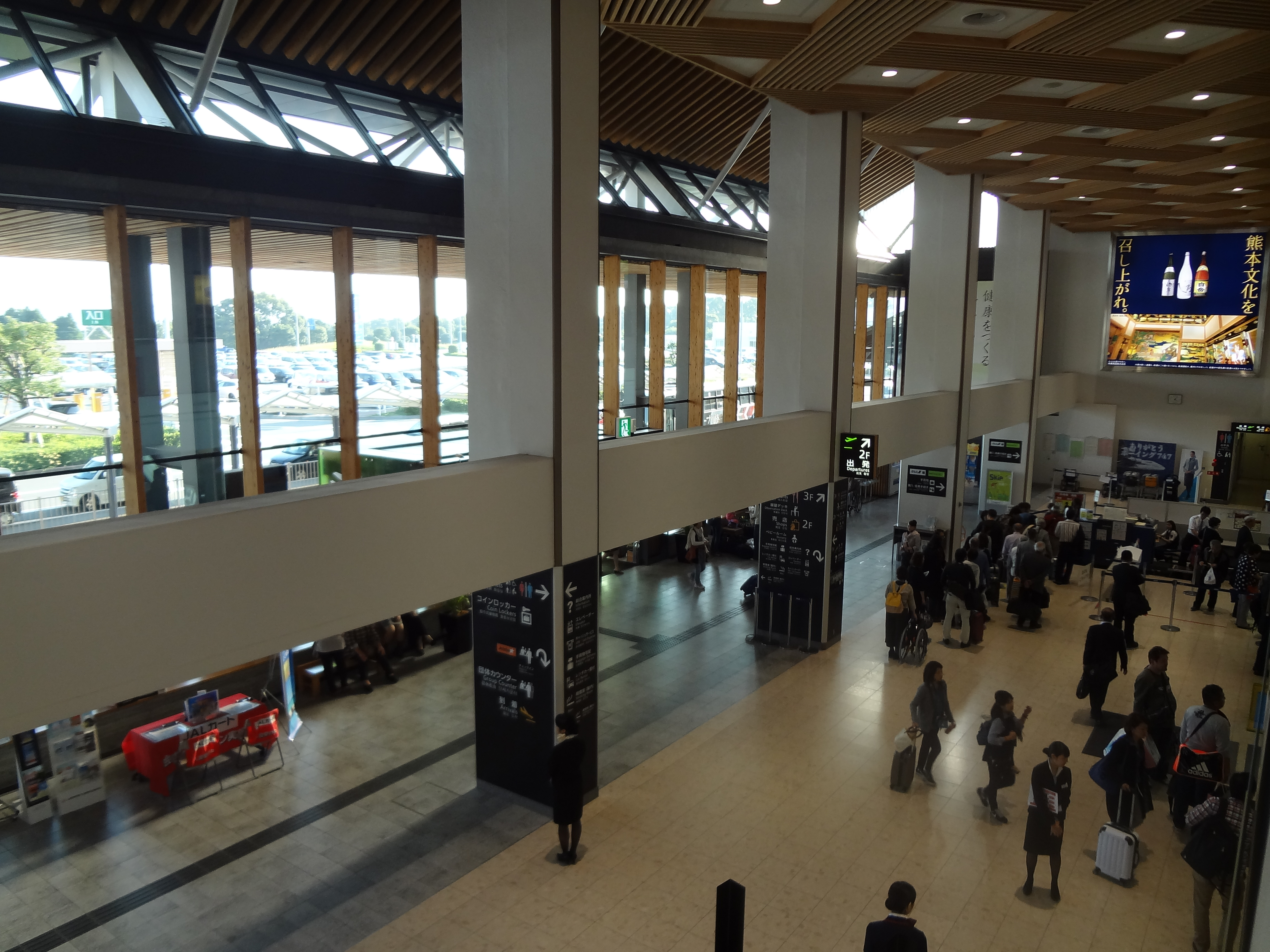
機場入境大堂

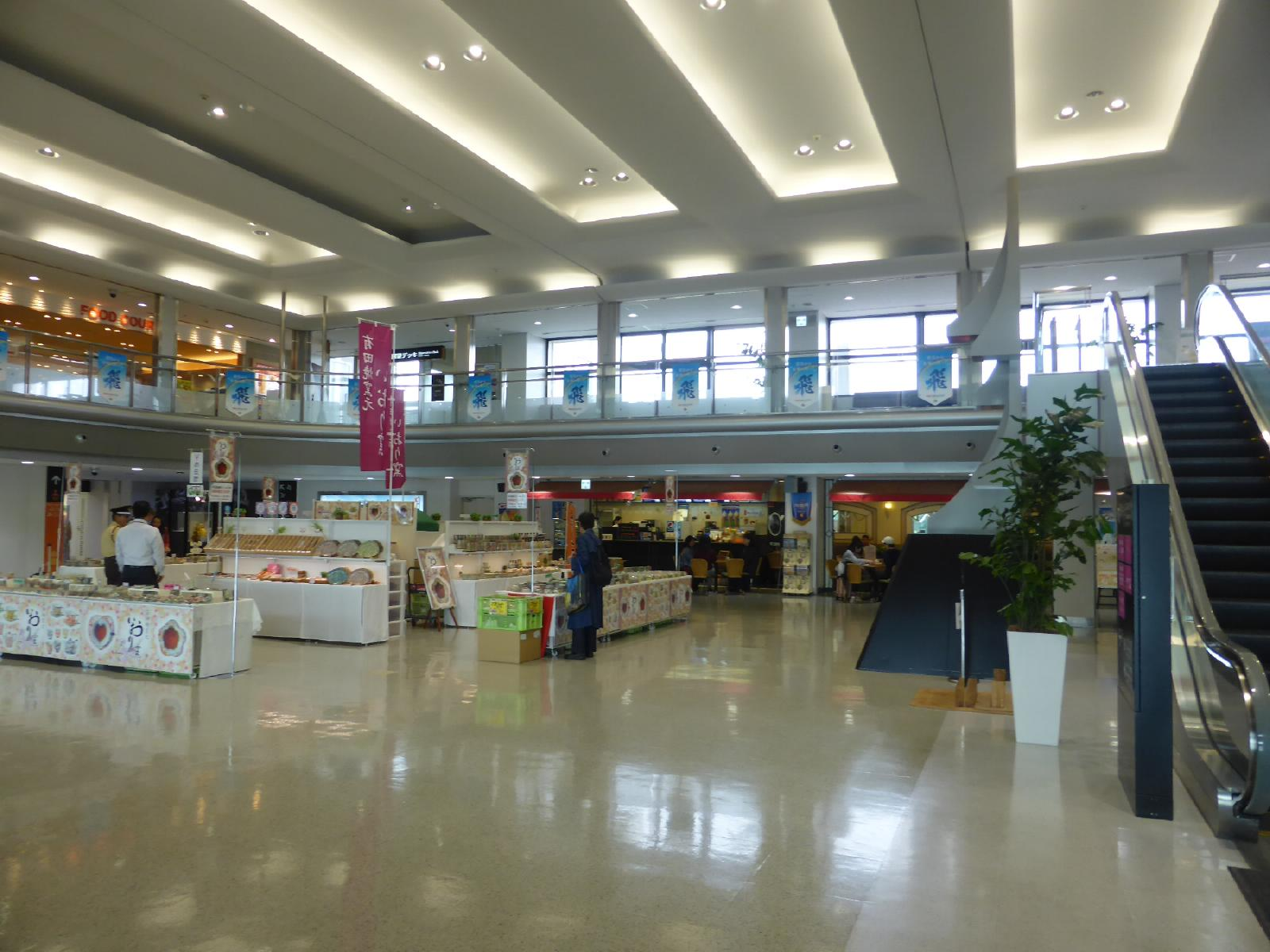
機場商店

熊本機場（日语：／ Kumamoto kūkō */?）是一個位於日本熊本縣益城町的民用機場。根據日本空港整備法被分成第二種機場，設有「阿蘇熊本機場」的愛稱（阿蘇くまもと空港）。

## 概要
- 2005年熊本機場旅客數為313萬人，使用人數在九州內僅次於福岡機場及鹿兒島機場，位列第3位。
- 本機場位於熊本市東北方約20公里的阿蘇山之山麓。機場客運大樓位於熊本縣上益城郡益城町，而跑道則位於菊池郡菊陽町和大津町。
- 陸上自衛隊的高遊原分駐地位於機場旁，民間機和自衛隊機共用1條跑道，所以可以見到自衛隊飛機升降（CH-47J(A)、OH-6D、UH-1和直升機居多）。
- 由於機場周邊有很多霧，所以機場以及塔台具備運用ILS進場最高等級Category III-b（CATIIIb）的資格。

## 历史
- 1960年：熊本飛行場啟用（跑道長1,200公尺）。
- 1971年：飛行場搬遷至現在地。熊本機場啟用（跑道長2,500公尺） 。
- 1977年：跑道延伸至3,000公尺。
- 1995年9月：CategoryIIIa開始使用（新東京國際機場和釧路機場也是日本最初使用CategoryIIIa的機場）
- 2006年4月：改用CategoryIIIb。
- 2007年4月：別名「阿蘇熊本機場」啟用。
- 2008年2月：新管制塔啟用。
- 2016年4月16日：機場受2016年熊本地震所破壞，機場因停電及損毀而被逼關閉，所有航班停飛。[1]
- 2016年4月19日：部份國內航線復航。[2]。
- 2023年3月23日：新客運大樓開張[3]

## 航空管制
| 類種          | 周波数                              | 使用時間（JST） |
| GND           | 121.8MHz                            |                 |
| TWR           | 118.7MHz,122.9MHz,126.2MHz,258.9MHz | 7:30-21:30      |
| DEP           | 122.9MHz,258.9MHz,261.2MHz          |                 |
| APP           | 119MHz,122.9MHz,126.5MHz,258.9MHz   |                 |
| RDR           | 122.9MHz,258.9MHz                   |                 |
| TCA           | 123.85MHz                           |                 |
| KAGOSHIMA FSC | 118.7MHz                            | 1:00-5:00       |
| ATIS          | 128.8MHz                            |                 |

## 航空保安無線設施
| 局名 | 識別信号 | 周波数 | 周波数   | 周波数  | 廢止日    |
| 局名 | 識別信号 | NDB    | VOR      | DME     |           |
| 熊本 | KU       | 249KHz |          |         | 平19.9.27 |
| 熊本 | KUE      |        | 112.8MHz | 1162MHz |           |

## 航空公司與航點

### 國內線
| 航空公司           | 目的地                                  |
| ------------------ | --------------------------------------- |
| 日本航空（JL）     | 東京-羽田、大阪-伊丹                    |
| 全日本空輸（NH）   | 東京-羽田、大阪-伊丹、名古屋-中部、沖繩 |
| 天草航空（MZ）     | 大阪-伊丹、天草                         |
| 空之子航空（6J）   | 東京-羽田                               |
| 捷星日本航空（GK） | 東京-成田                               |
| 富士夢幻航空（JH） | 名古屋-小牧、靜岡                       |

### 國際線
| 航空公司           | 目的地          |
| ------------------ | --------------- |
| 韓亞航空（OZ）     | 首爾-仁川       |
| 大韓航空（KE）     | 首爾-仁川       |
| 德威航空（TW）     | 首爾-仁川       |
| 易斯達航空（ZE）   | 釜山-金海       |
| 中華航空（CI）     | 台北-桃園、高雄 |
| 星宇航空（JX）     | 台北-桃園       |
| 中國東方航空（MU） | 上海-浦東       |

### 國際目的地運量排名
| 排名 | 目的地    | 每周航班數量 | 營運航空公司                 |
| ---- | --------- | ------------ | ---------------------------- |
| 1    | 首爾-仁川 | 17           | 大韓航空、韓亞航空、德威航空 |
| 2    | 台北-桃園 | 12           | 中華航空、星宇航空           |
| 3    | 釜山-金海 | 7            | 易斯達航空                   |
| 4    | 香港      | 4            | 香港航空                     |
| 5    | 高雄      | 3            | 中華航空                     |

## 外部連結
- 熊本機場 （页面存档备份，存于）（日語）（英文）（简体中文）（繁體中文）
- 谷歌地圖